# Seabee
 (juillet 2021).
Pour les articles homonymes, voir Seabee (homonymie).
Les Seabees sont une unité de génie militaire de la Marine des États-Unis fondée durant la Seconde Guerre mondiale. Leur surnom étant la prononciation à l’américaine des initiales de ces bataillons, CB pour Construction Battalions.
Leur devise officielle est Construimus, Batuimus (« Nous construisons, nous nous battons »), elle a été inventée par le fondateur de cette unité l'amiral Ben Moreell.

## Histoire
Après Pearl Harbor et l’entrée en guerre des États-Unis, l’utilisation de personnels civils dans les zones de guerre devint impossible. Le besoin d’une force navale de construction était évident. Le vice-amiral  décida d’activer, d'organiser et de diriger des unités navales de construction.
Le 28 décembre 1941, il demanda l’autorisation de concrétiser cette idée et le 5 janvier 1942, il reçut l’approbation du Bureau of navigation quant au recrutement d’hommes venant de l’industrie du bâtiment et travaux publics pour former un régiment naval de construction composé de trois bataillons.
Celui-ci se développa très rapidement et, à la fin du conflit mondial, 325 000 hommes, encadrés par 7 960 officiers, formaient ses rangs pour aménager des installations militaires ou civiles pour les forces américaines.
Cette force est depuis présente lors de toutes les grandes opérations militaires des États-Unis.

### Sur toutes les mers

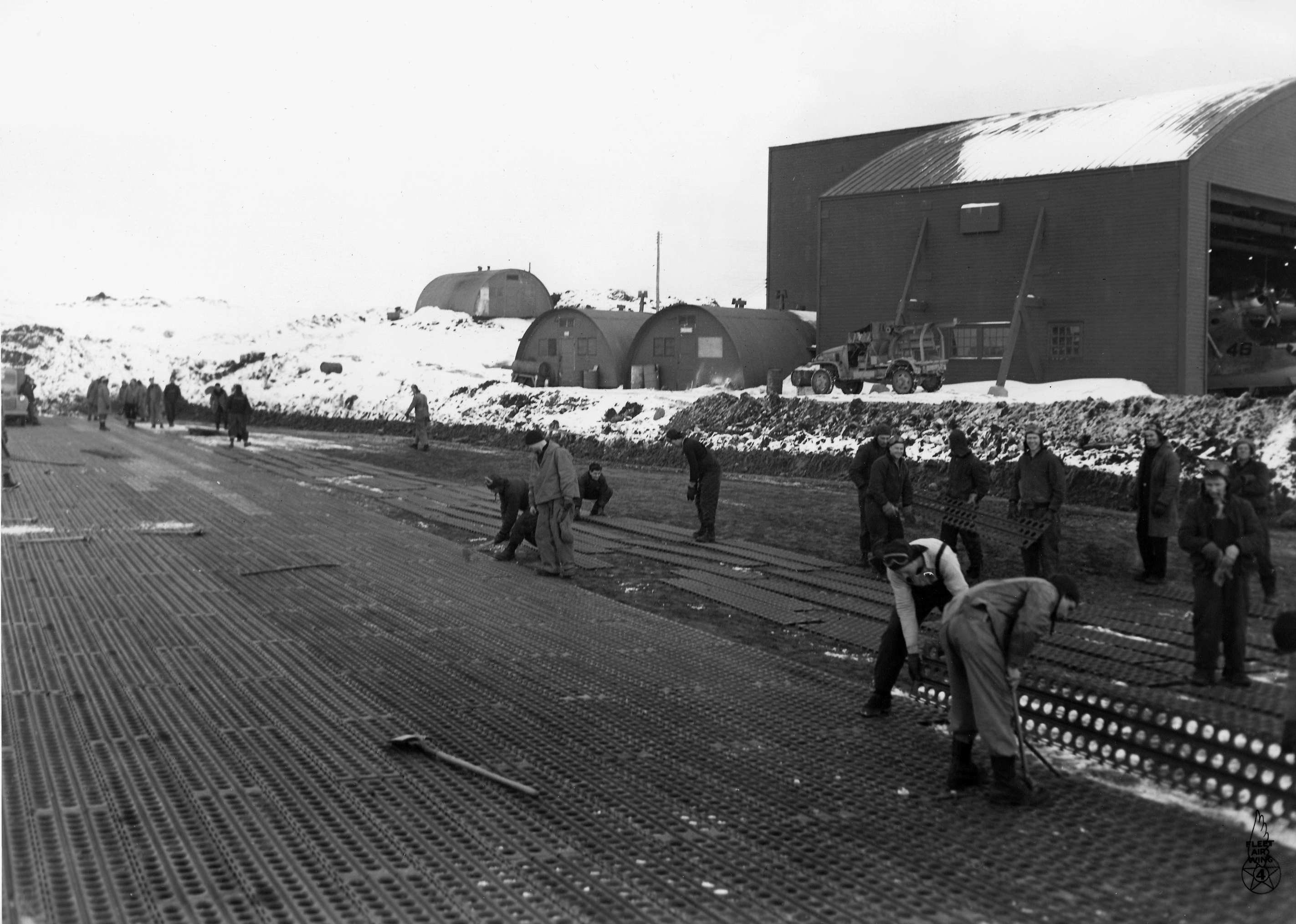
Seabees construisant un tarmac sur Amchitka.

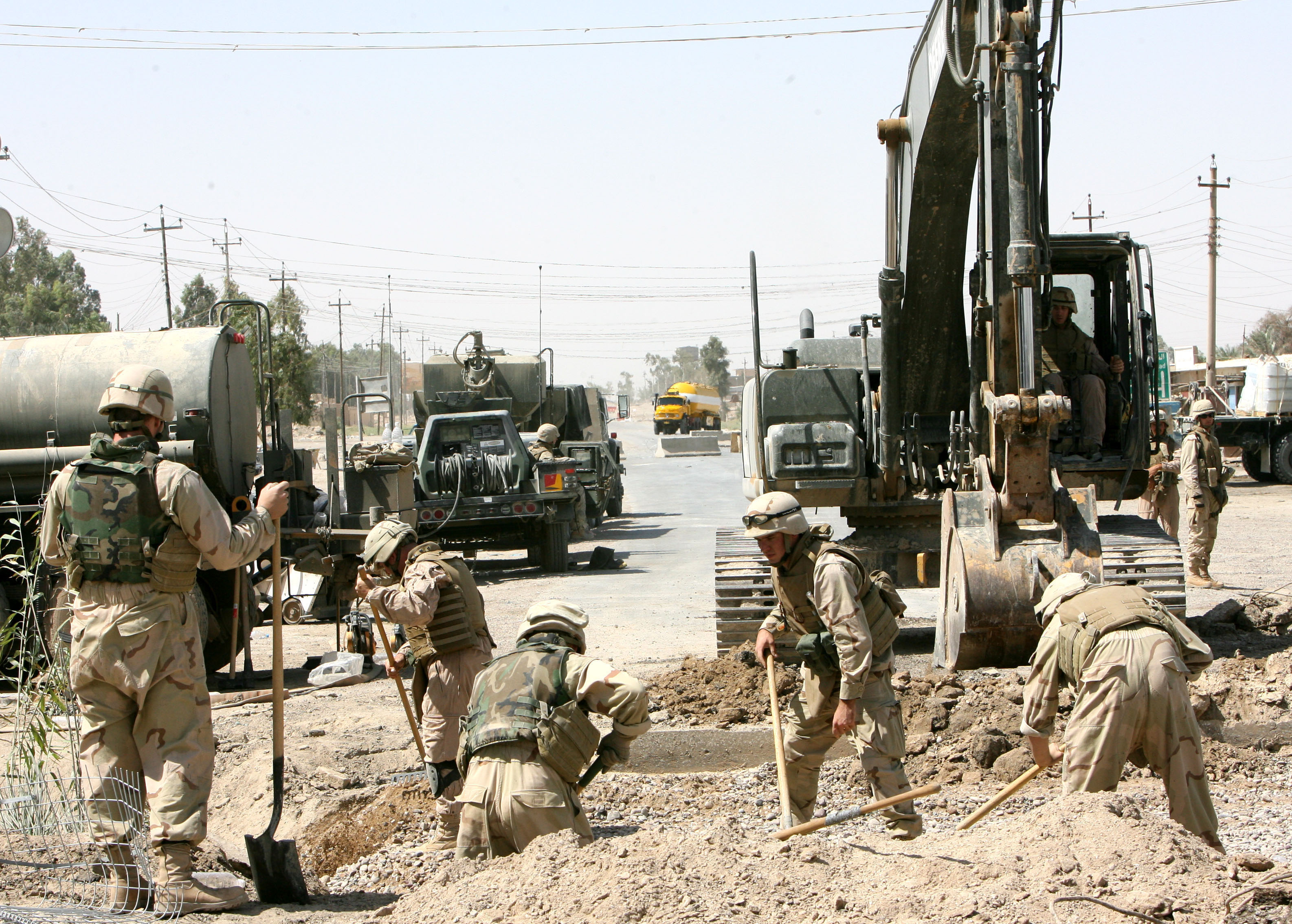
Construction d'un pont en Irak en mai 2006

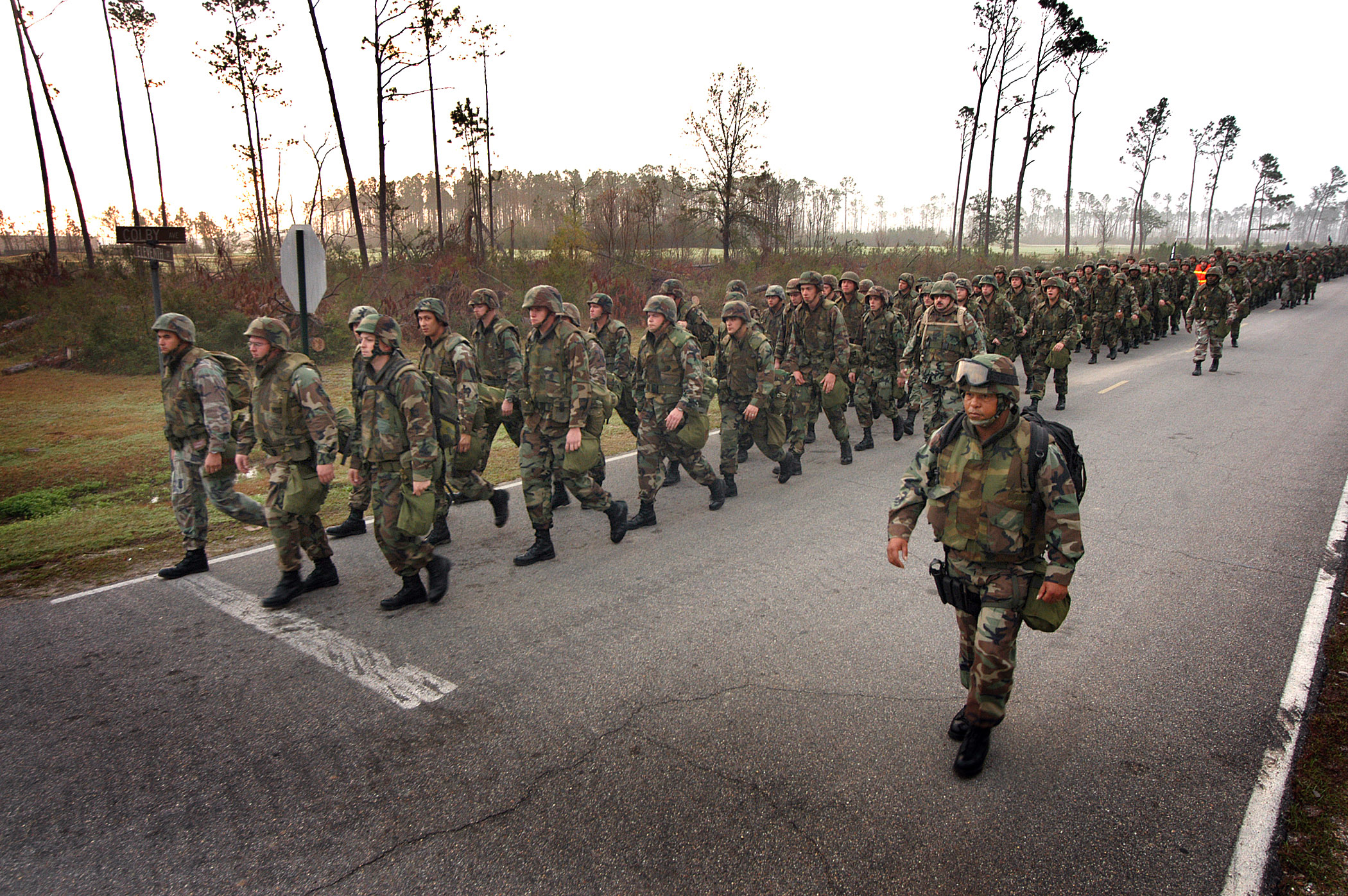
Naval Mobile Construction Battalion One (NMCB-1) en 2006

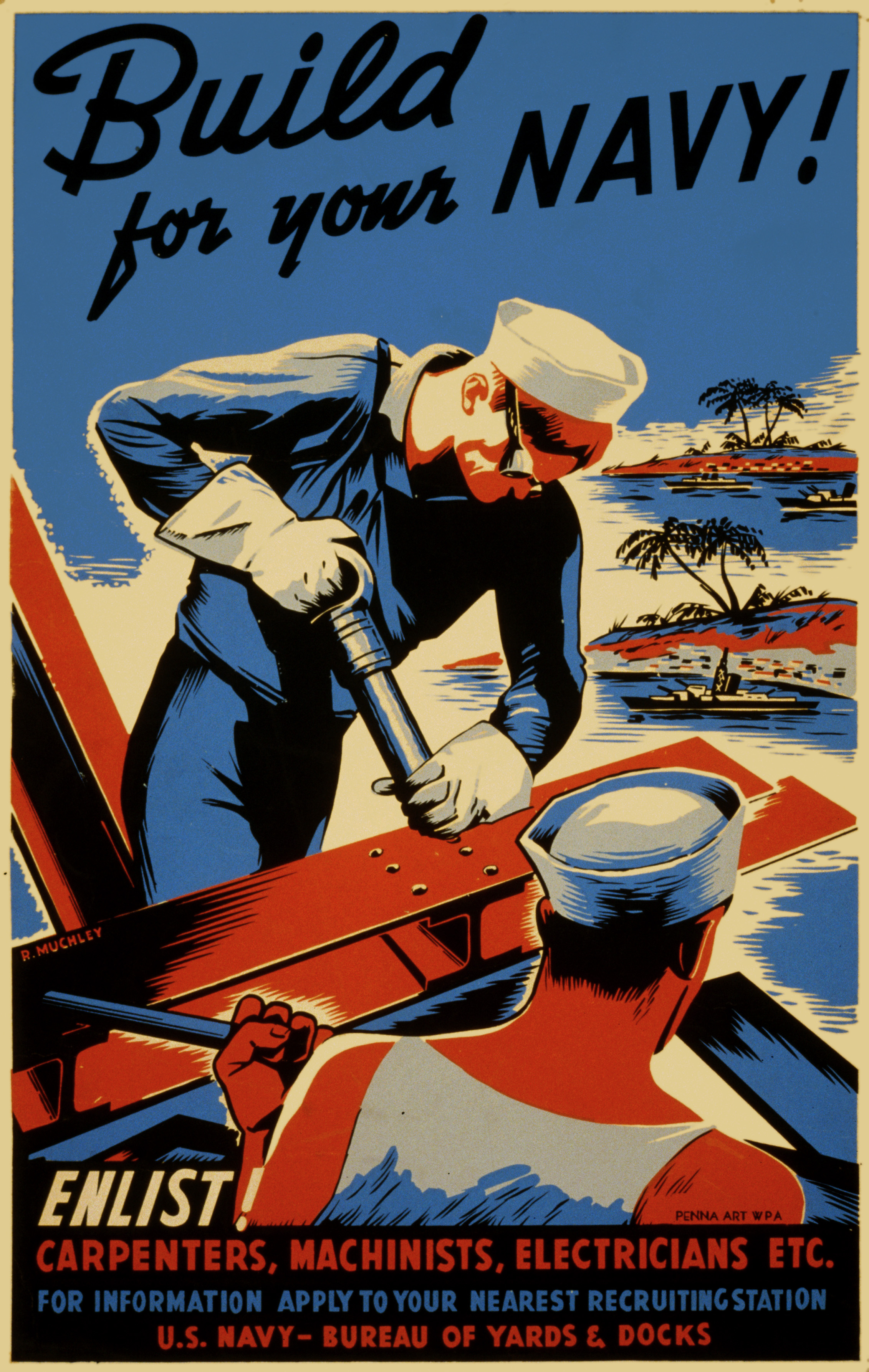
Affiche de recrutement durant la Seconde Guerre mondiale

Plus de 325 000 hommes et femmes ont servi dans les Seabees durant la Seconde Guerre mondiale, se battant et construisant, sur tous les fronts et sur plus de 300 îles dans l'océan Pacifique. Une fois le terrain pris et souvent encore sous le feu des adversaires, le Génie de la Marine des États-Unis commençait les travaux les plus urgents et les plus importants : réparer ou bâtir les infrastructures de pont, route, terrain d’aviation, entrepôt, cuve de carburant et autres bâtiments. Après la démobilisation générale à la fin de la guerre, l’effectif tomba à 3 300 dans le service actif à la fin des années 1940 pour augmenter à nouveau avec la guerre de Corée.
Entre 1949 et 1953, les Seabees ont été reconfigurées (en langue anglaise dans la Marine, tout ce qui flotte, marche, roule et vole est au féminin) en deux types d’unité : Amphibious Construction Battalions (PHIBCBs) et Naval Mobile Construction Battalions (NMCBs) dans la diversification des missions. La guerre de Corée a vu l’effectif se gonfler à 10 000 pour retomber ensuite à l’armistice de 1953.
En temps de paix, les Seabees ont été envoyées pour de nouvelles missions d’assistance d’urgence et de consolidation après des catastrophes naturelles, comme le tremblement de terre en Grèce de 1953. En périodes plus calmes, les Seabees construisaient et donnaient de la formation professionnelle dans les pays en voie de développement, devenant « Ambassadeurs de bonne volonté » (Navy's Goodwill Ambassadors) en bâtissant ponts et routes, bâtiments publics et entrepôts, orphelinats et écoles dans des régions les plus reculées, les plus difficiles et les plus dépourvues. Sur le territoire américain, ils s'occupaient des réserves navales de pétrole et de schiste bitumineux.
Ces « Unités d’action civique » (Civic Action teams) ont œuvré durant la guerre du Viêt Nam jusqu’au retrait de toutes les forces américaines du Vietnam en 1973. Les travaux civils et militaires se sont alors  poursuivis au Japon, à Puerto Rico, en Méditerranée et dans le Pacifique.
En 1971, les Seabees se sont engagées dans leurs plus grands travaux en temps de paix avec la construction du complexe aéronaval de Diego Garcia dans l’archipel des Chagos. Cette base aéronavale se trouve sur une position stratégique dans l’océan Indien, à portée du golfe Persique et peut accueillir les plus gros navires et les plus grands avions. Elle a coûté 200 millions de dollars US et beaucoup de sueur pendant 11 ans. Elle a prouvé sa valeur stratégique lors de la Guerre du Golfe de 1991, guerre à laquelle les Seabees ont participé avec un effectif de 5 000 de l’actif et 1 000 de la réserve militaire qui ont servi au Moyen-Orient pour construire dans des conditions les plus difficiles, de manière acrobatique et avec des improvisations heureuses, dans la tradition de leurs ainés.
Ils sont à la construction ce que les commandos sont au combat, avec la devise officieuse et familière : « Nous sommes capables » (We can do), depuis les sauts d’îles en îles du Pacifique des campagnes du Pacifique. Par leurs capacités d'improvisation et de travail en équipe, les « Seabees » sont aussi à l'origine des Navy SEAL, les commandos nageurs de combat très polyvalents de la marine américaine et qui ont vu le jour comme unité de Seabees chargée de la démolition des obstacles et le dégagement des plages de débarquement dans les îles du Pacifique en 1943.

## Filmographie
- Alerte aux marines (The Fighting Seabees), avec John Wayne